# Guillaume Apollinaire

Firma

Guillaume Apollinaire (AFI: [ɡiˈjom apɔliˈnɛʁ]), pseudonimo di Guglielmo Alberto Wladimiro Alessandro Apollinare de Kostrowitzky (Roma, 26 agosto 1880 – Parigi, 9 novembre 1918), è stato un poeta, scrittore, critico d'arte e drammaturgo francese.

## Biografia
Nacque a Roma, in Piazza Mastai nel rione di Trastevere, il 26 agosto 1880, figlio naturale di Francesco Flugi d'Aspermont, di antica origine svizzera (nella fattispecie del Cantone dei Grigioni), che non lo riconobbe mai, e di Angelica de Kostrowitzky, una nobildonna di origine polacca. Si trasferì giovanissimo con la madre e il fratello Alberto dapprima nel Principato di Monaco e poi in Francia, stabilendosi prima a Cannes ed in seguito a Nizza. Apollinaire ebbe un'adolescenza instabile e disordinata, trascorsa tra vaste letture e numerosi viaggi, ma con studi irregolari. Conobbe e frequentò artisti d'avanguardia a Parigi, tra i quali anche i poeti Giuseppe Ungaretti e Max Jacob e il pittore Pablo Picasso. Partecipò alle discussioni sul cubismo in gestazione e, nel 1913, scrisse un saggio su questa scuola artistica. Allo scoppio della prima guerra mondiale, scelse di arruolarsi come volontario, definendo la guerra "un grand spectacle". 
L'interesse per il moderno lo portò a sostenere anche il futurismo di Filippo Tommaso Marinetti e la pittura metafisica di Giorgio de Chirico.
Fu sospettato di essere l'autore del furto del dipinto della Gioconda avvenuto il 20 agosto del 1911 al Museo del Louvre e, in seguito a tali sospetti (di cui fu gravato anche Pablo Picasso), fu arrestato e incarcerato, salvo poi risultare del tutto estraneo ai fatti e in seguito rilasciato. Del furto risultò poi essere autore un dipendente italiano del Louvre, Vincenzo Peruggia, il quale voleva restituire il dipinto all'Italia.
Il 1910 inaugurò la vita letteraria del trentenne Guillaume (anche se il primo romanzo risale al 1900, seguito nel 1907 dal romanzo libertino-sadomasochistico-grottesco Le undicimila verghe) con i sedici racconti fantastici intitolati L'eresiarca & C., mentre nel 1911 pubblicò le poesie di Bestiario o corteggio di Orfeo e nel 1913 Alcools, raccolta delle migliori poesie composte fra il 1898 e il 1912.
Quest'opera rinnovò profondamente la letteratura francese, ebbe un'influenza sulla poesia italiana del Novecento ed è oggi considerata il capolavoro di Apollinaire insieme con Calligrammes (1918), che sono dei veri e propri componimenti scritti appositamente per formare un disegno che rappresenta il soggetto della poesia stessa.
Per quanto riguarda la prosa si possono ricordare: Il poeta assassinato (1916), raccolta di novelle e racconti che si articolano tra l'epico e l'autobiografico, ispirati alle esperienze sul fronte francese della Grande Guerra, dove combatté col grado di sottotenente e venne ferito alla testa, dovendo subire un intervento di trapanazione del cranio; e il dramma Les mamelles de Tirésias (rappresentato nel 1917), nell'introduzione del quale per la prima volta compare la definizione di dramma surrealista.
Indebolito dall'operazione chirurgica subita due anni prima, si ammalò di "congestione polmonare"; nello stesso periodo conobbe Jacqueline Kolb, che sposò nel mese di luglio.
A novembre si ammalò di influenza spagnola; venne trovato in stato d'incoscienza e, probabilmente, già morto il 9 novembre 1918 nel suo attico parigino, dall'amico Giuseppe Ungaretti che era venuto a comunicargli la vittoria dell'Intesa; accanto c'era la moglie che lo vegliava disperata. Ricoverato nuovamente all'ospedale italiano di Parigi, venne subito dichiarato morto dai medici. Fu sepolto nel cimitero di Père-Lachaise, nella stessa città.

## Poetica
La sua raccolta Alcools, ancora legata agli influssi del Simbolismo francese, offre notevoli risultati per la musicalità con cui il poeta affronta tematiche malinconiche e oniriche, spesso tristi. Presto, però, Apollinaire si discosta da questa visione poetica per affrontare le questioni poste dalla rivoluzione industriale: quelle relative all'automobile, al cinema, ecc. Ricorre quindi a nuovi strumenti tecnici ed espressivi: l'eliminazione della punteggiatura, il verso libero, lo sperimentalismo grafico del calligramma. Dopo Alcools esce la raccolta Calligrammi (poesie dal 1913 al 1916). In questa raccolta Apollinaire esprime appieno la sua nuova visione poetica: libera dalle costrizioni della metrica e scritta in modo da comporre un disegno, un'immagine.

## Opere

### Raccolte poetiche

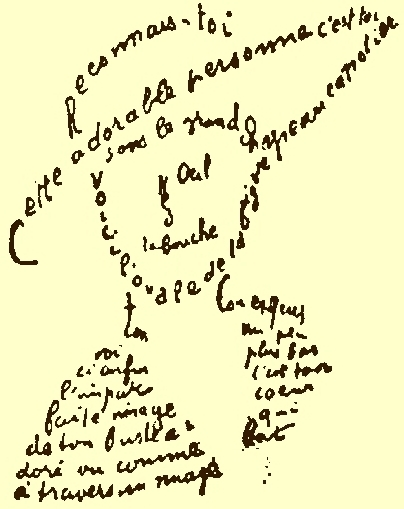
Calligramma di Apollinaire

- Le Bestiaire ou cortège d'Orphée (1911)
- Alcools (1913)
- Vitam impendere amori (1917)
- Calligrammes, poèmes de la paix et de la guerre 1913-1916 (1918)

#### Postume
- La Poésie symboliste (1919)
- Il y a (1925)
- Poèmes secrets à Madeleine (1949)
- Le Guetteur mélancolique (1952)
- Poèmes à Lou (1955)

### Raccolte di novelle
- L'eresiarca & C. (L'Hérésiarque et Cie, 1910)
- Le Poète assassiné (1914)

#### Postume
- La Femme assise (1920)

### Romanzi
- Mirely ou le Petit Trou pas cher (1900)
- Le undicimila verghe (Les Onze Mille Verges, 1907)
- L'Enchanteur pourrissant (1909)
- Le prodezze di un giovane Don Giovanni (Les Exploits d'un jeune Don Juan, 1911)
- La Roma dei Borgia Editore: Avanzini e Torraca (1968) (La Rome des Borgia, 1913)
- La Fin de Babylone - L'Histoire romanesque 1/3 (1914)
- Les Trois Don Juan - L'Histoire romanesque 2/3 (1915)

### Critica d'arte, cronaca e Manifesti
- La Phalange nouvelle (1909)
- Les Poèmes de l'année (1909)
- Les Poètes d'aujourd'hui (1909)
- La Peinture moderne (1913)
- Les Peintres cubistes, Méditations esthétiques (1913)
- L'Antitradition futuriste, manifeste synthèse (1913)
- Le Flâneur des deux rives (1918, cronaca)

#### Postume
- Anecdotiques (1926)
- Les Épingles (1928)
- Contemporains pittoresques (1928)
- L'Esprit nouveau et les Poètes (1946)
- Chroniques d'arts 1902-1918 (1960)
- Petites merveilles du quotidien (1979)

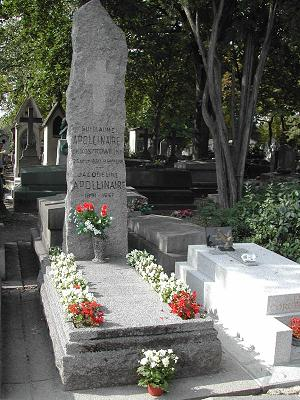
Tomba di G. Apollinaire al cimitero di Père-Lachaise Division 86

- Petites flaneries d'art (1980)
- Soldes (1985)

### Opere enciclopediche
- L'Œuvre du Marquis de Sade (1909)
- Le Théâtre italien (1910)
- Pages d'histoire, chronique des grands siècles de France (1912)

### Teatro
- Les Mamelles de Tirésias (1917)
- Couleurs du temps (1918)
- Casanova (1918)

### Scritti personali
- Ombre de mon amour (1947)
- Lettres à sa marraine 1915-1918 (1948)
- Que faire? (1950)
- Tendre comme le souvenir, lettres à Madeleine Pagès (1952)
- Textes inédits (1952)
- Journal intime (1898-1918) (1991)
- Et moi aussi je suis peintre (2006)